# Jürgen Gansel

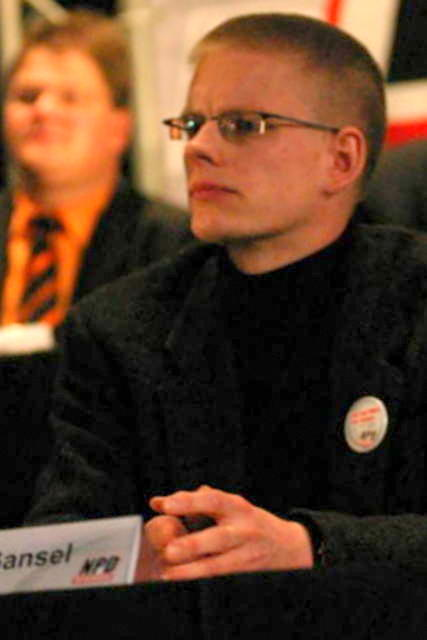
Jürgen Gansel

Jürgen Werner Gansel (Opladen, 6 de julio de 1974) es un político alemán del NPD.

## Biografía
Gansel estudió historia medieval y moderna, además de ciencias políticas en la Universidad de Gießen y la Universidad de Marburgo, graduándose en 1999.
Entre 1989 y 1993 fue miembro de la Junge Union (organización juvenil de la CDU/CSU). Durante los siguientes años fue miembro del partido Bund freier Bürger, hasta que en 1998 se convirtió en miembro del NPD.
En 2004 se convirtió en miembro del Landtag de Sajonia. Ocupó su escaño hasta 2014, cuando el partido perdió su representación en las elecciones estatales. Tras el resultado, Gansel acusó a los votantes del NPD de haber apoyado al AfD, sabiendo que cada voto contaría.